# Ostfriesische Lufttransport
OLT (Ostfriesische Lufttransport) was een Duitse luchtvaartmaatschappij uit Emden die lijn- en chartervluchten uitvoerde vanuit de Duitse deelstaten Nedersaksen, Hamburg en Bremen.

## Geschiedenis

### De eerste jaren
OLT werd opgericht in 1958 in Emden door Jan Jakobs Janssen en Martin Decker. In de beginjaren opereerde OLT als luchttaxi tussen de Oost-Friese Waddeneilanden en het Duitse vasteland. Vanaf begin jaren 90 worden er eveneens vluchten aangeboden tussen Bremen en andere Europese bestemmingen.
Vanaf november 2008 vloog OLT Ambulancevluchten uit van en naar Emden. Daarvoor werd een helikopter van het type AS 355 ingezet. OLT was eigendom van Reederei AG Ems (74,9 %) en FLN Frisia Luftverkehr (Reederei Norden-Frisia) (25,1 %).

### De turbulente laatste jaren
Even leek het er op dat vanaf eind oktober 2011 alle lijndiensten moesten worden gestaakt in verband met het verlies van het vervoer voor Airbus, echter dankzij een nieuwe investeerder , Amber Gold uit Polen, konden de resterende lijndiensten voortgezet en zelfs uitgebreid worden: onder andere op de Luchthaven Münster-Osnabrück zou een extra hub geopend worden. Amber Gold had ook de Poolse luchtvaartmaatschappij Jet air gekocht. OLT en Jet Air werden gecombineerd tot de maatschappij OLT Express waarbij OLT werd omgevormd tot OLT Express Germany. 
De vluchten naar de Duitse Waddeneilanden werden vanaf toen uitgevoerd door de nieuwe luchtvaartmaatschappij OFD Ostfriesischer-Flug-Dienst.
In augustus 2012 werd OLT gekocht door Panta Holdings. In december 2012 maakte Swiss bekend dat het de wet-lease contract met OLT niet verlengde en daardoor zou aflopen in maart 2013. Op 27 januari 2013 werden alle vluchten gestaakt omdat de maatschappij in zware financiële problemen verkeerde. Twee dagen later werd OLT officieel bankroet verklaard.

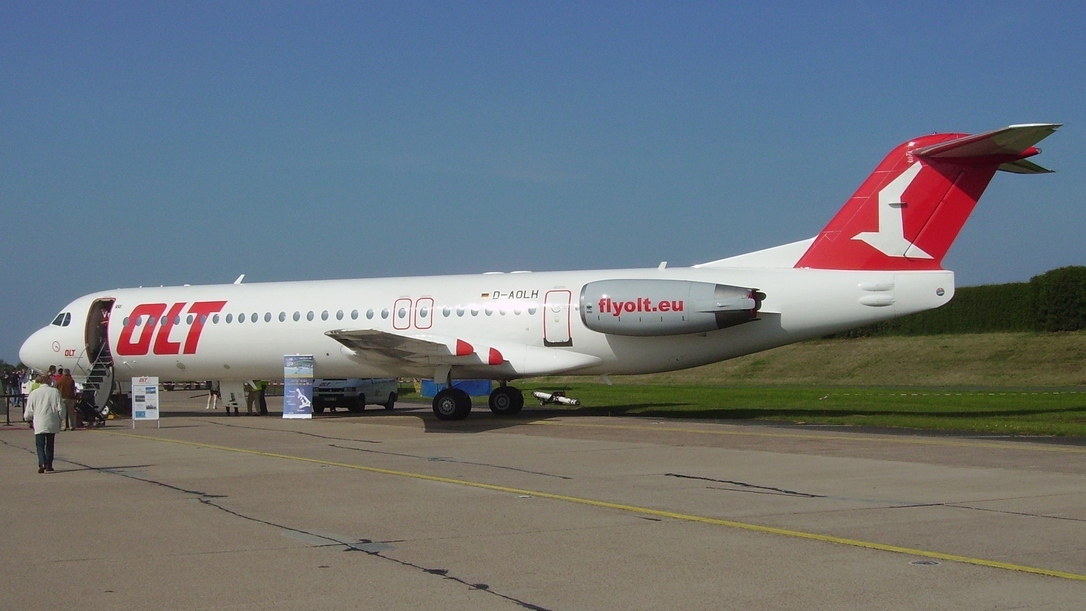
Fokker 100 van OLT

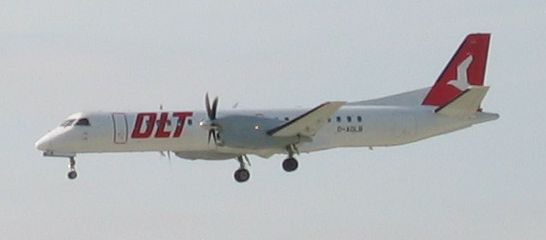
Saab 2000 van OLT

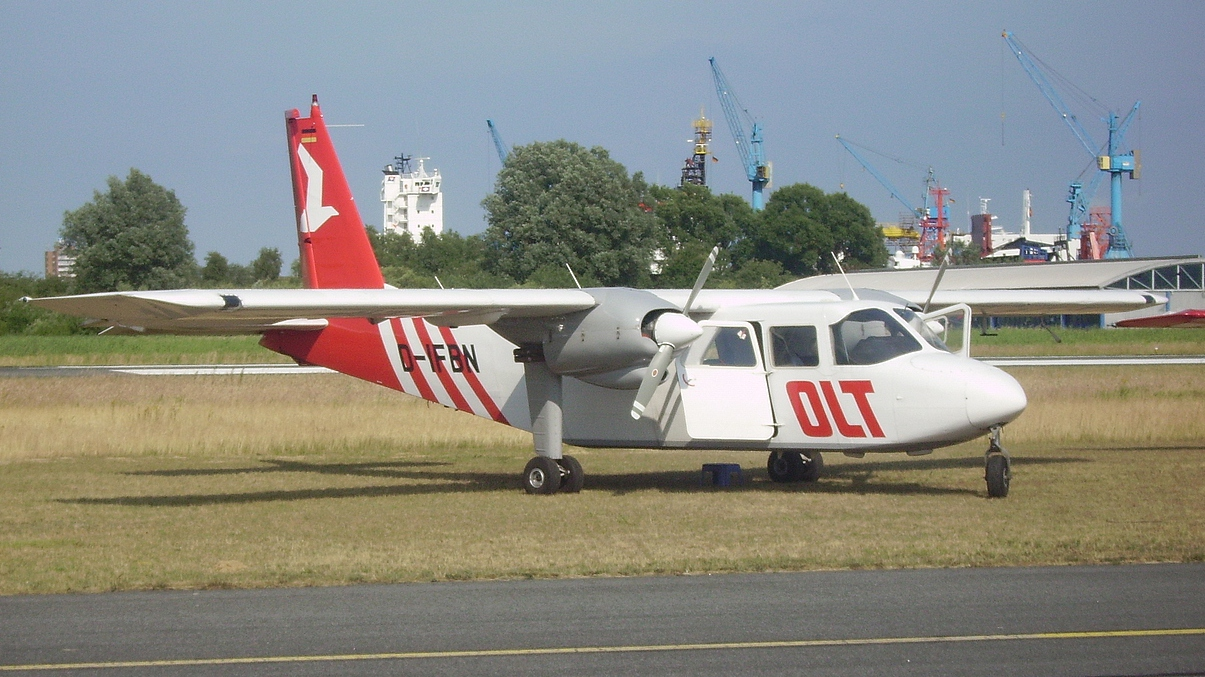
BN-2 Islander van OLT

## Voormalige bestemmingen

### Buitenland
- Vanaf Bremen
  - Brussel, ( België), ook wel uitgevoerd door OLT Jetair.
  - Kopenhagen, ( Denemarken), in codeshare met SAS
  - Toulouse, ( Frankrijk), onder andere voor medewerkers van Airbus Industrie Deutschland.
  - Zürich, ( Zwitserland), in codeshare met Swiss.

### Oost-Friese Waddeneilanden
- Vanaf Borkum
  - Emden (Ma-Vr 5x per dag, weekend 4x per dag)
  - Helgoland (Enkele malen in het hoogseizoen)
- Vanaf Helgoland
  - Bremerhaven (4x per dag)
  - Heide/Büsum (2x per dag)
  - Cuxhaven/Nordholz (1x per dag)
  - Emden (Enkele malen in het hoogseizoen)
  - Borkum (Enkele malen in het hoogseizoen)

### Eerder opgeheven routes
- Hamburg - Eindhoven, ( Nederland)
- Hamburg - Bristol, ( Verenigd Koninkrijk
- Hamburg - Bremen
- Hamburg - Rotterdam, ( Nederland)
- Hamburg - Gdansk, ( Polen), uitgevoerd door Jet Air
- München - Rostock/Laage
- Heringsdorf - München / Zürich / Bremen / Dortmund / Düsseldorf / Frankfurt / Keulen-Bonn
- Bremen - Bristol, ( Verenigd Koninkrijk)
- Bremen - Napels, ( Italië)
- Bremen - Brussel, ( België)
- Bremen - Neurenberg
- Neurenberg - Kopenhagen

Daarnaast had OLT plannen om lijndiensten te gaan exploiteren vanaf Groningen Airport Eelde op Kopenhagen en Brussel. Begin 2010 zijn deze plannen echter afgeblazen omdat OLT een deel van de aanloopkosten door GAE wilde laten dragen. De luchthaven voelde daar echter niet voor.
Op 30 mei 2010 werd een aantal routes opgeheven doordat partnerbedrijf Jet Air haar operaties opschortte.

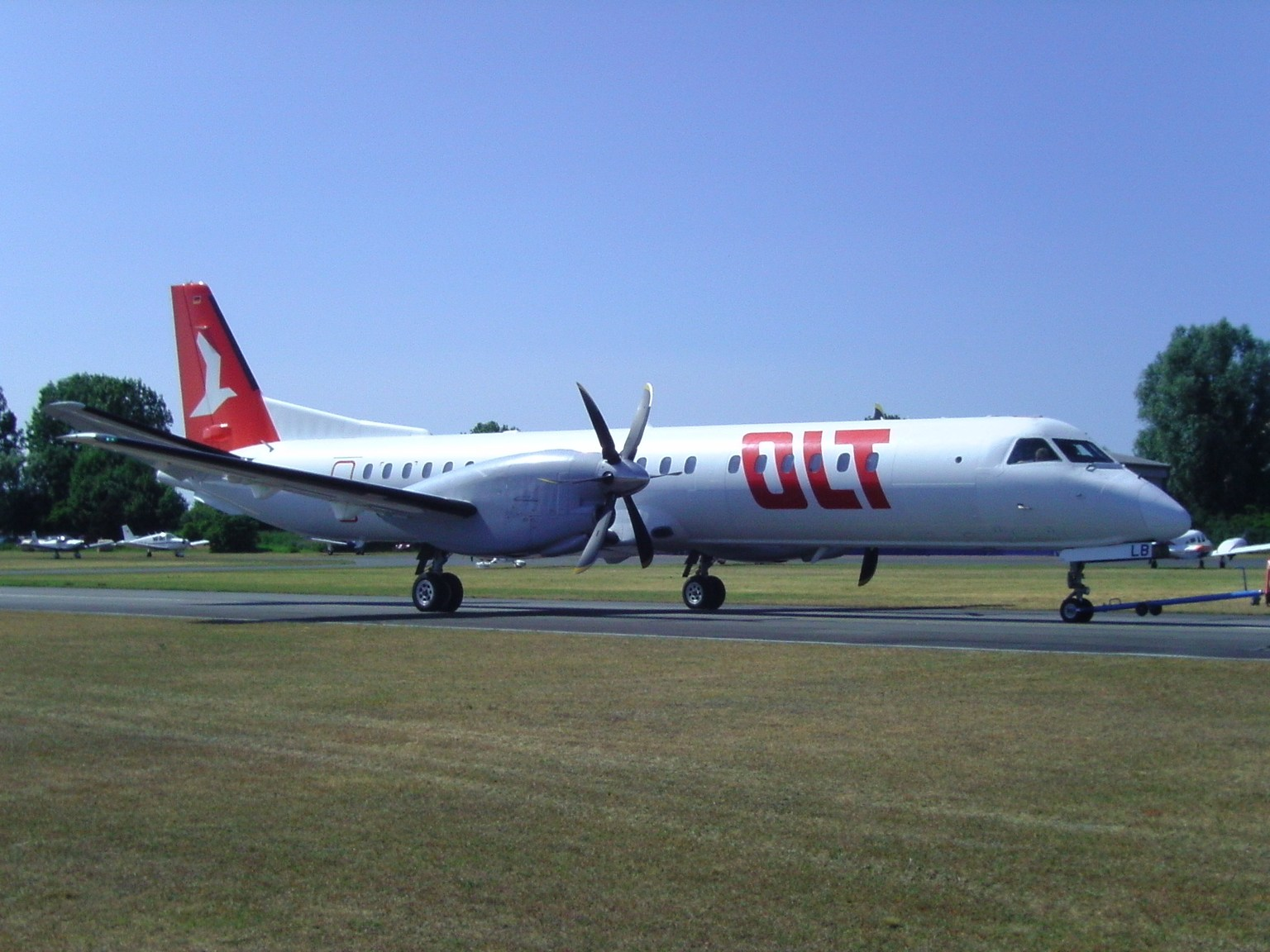
Saab 2000 van OLT op het vliegveld van Bremerhaven

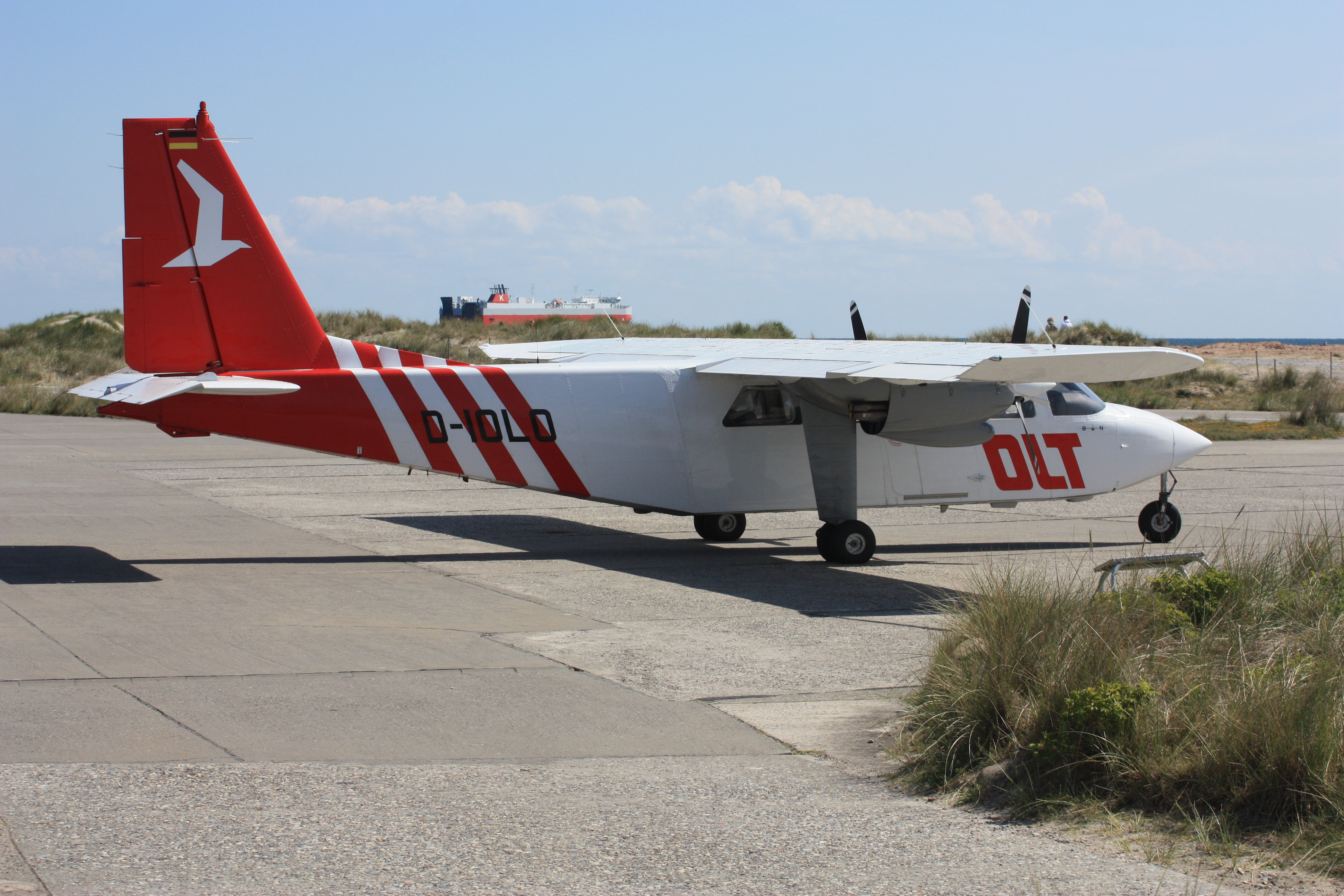
Norman Islander van OLT op het vliegveld van Helgoland

### Charters
Voor chartervluchten vloog OLT door heel Europa.

## Vloot

### 2013
OLT bestond begin januari 2013 uit 15 vliegtuigen:
- 10 Fokker F100 (100 zitplaatsen)
- 4 Saab 2000 (50 zitplaatsen)
- 1 Saab 340 (32 zitplaatsen)

### 2011
In 2011 waren er 14 vliegtuigen en helikopters in dienst, verdeeld over de lijndiensten, de eiland vluchten en de helikopters.

#### Lijndiensten
De vloot van OLT in september 2011
- 2 Fokker F100 (100 zitplaatsen)
- 3 Saab 2000 (50 zitplaatsen)

#### Waddeneilanden
De vloot van OLT in september 2011
- 1 Cessna 208 (10 zitplaatsen)
- 3 Britten Norman Islander (9 zitplaatsen)
- 1 GA 8 Airvan (6 zitplaatsen)
- 1 Cessna 172 (3 zitplaatsen)

#### Helikopters
- 1 Bell 206L (5 zitplaatsen)
- 1 AS 355f2 (13 zitplaatsen)
- 1 EC 155 (13 zitplaatsen)

### Uit dienst
- DHC Twin Otter
- Fairchild Swearingen Metroliner
- Saab 340

## Galerij

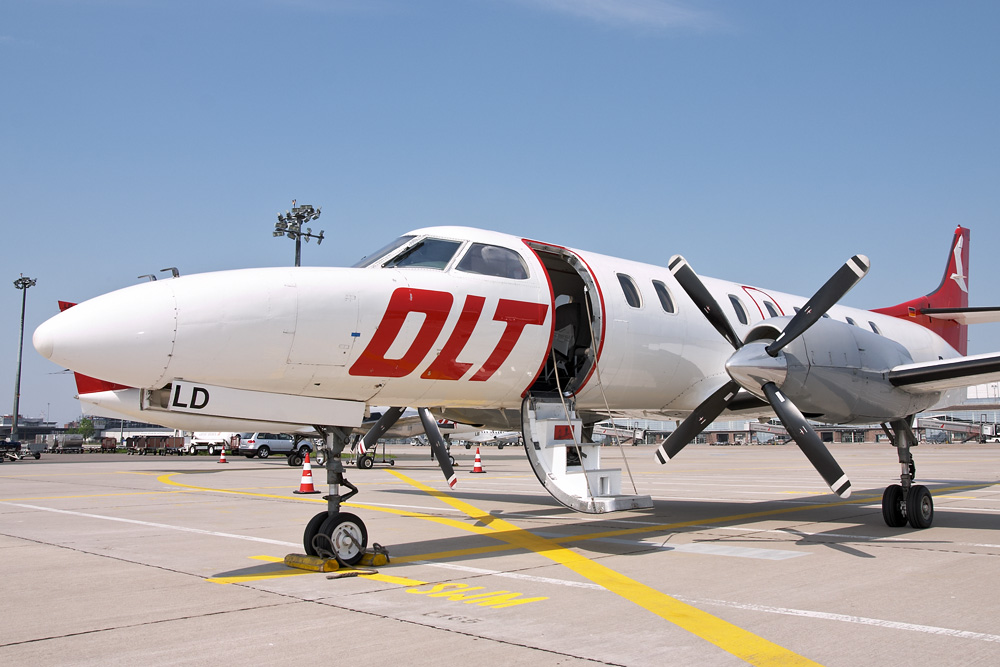
Metroliner III van OLT op het vliegveld van Bremen
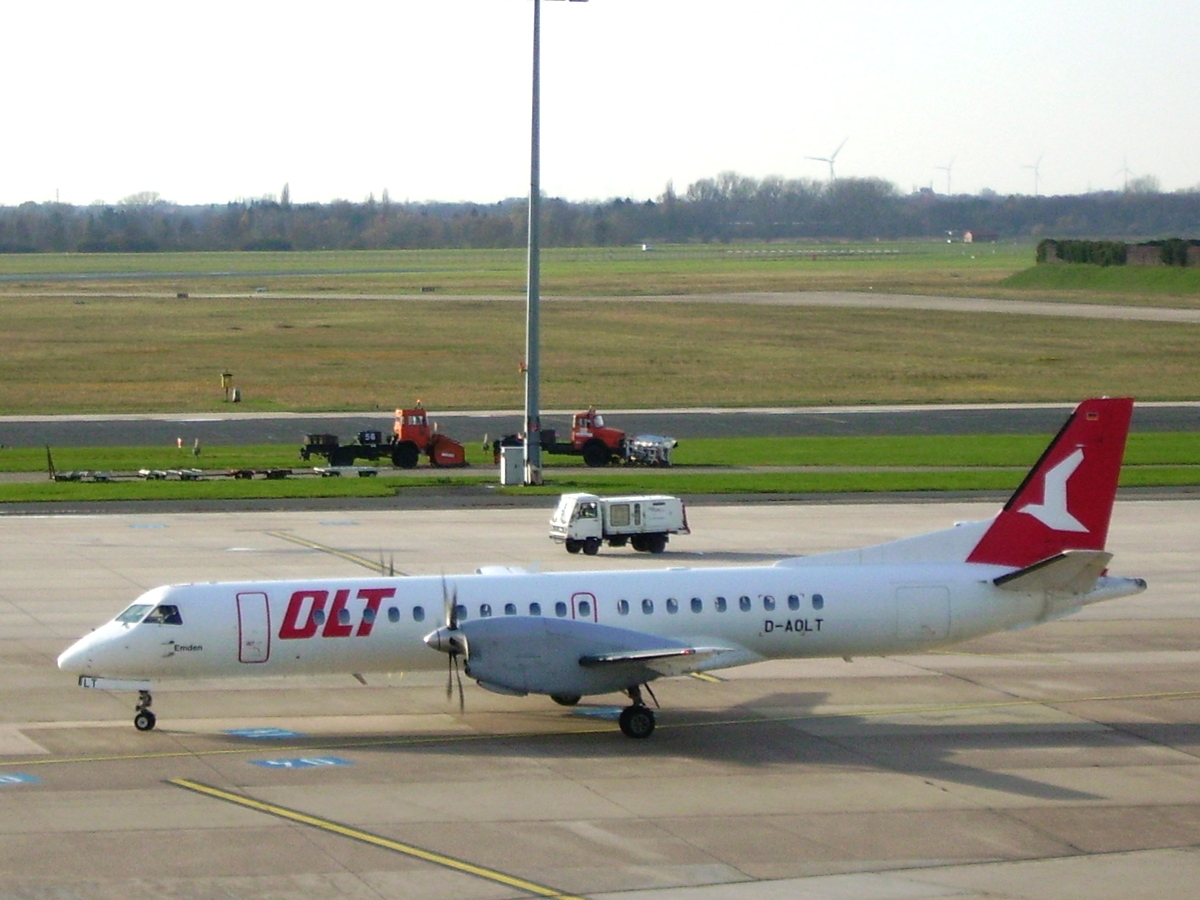
Saab 2000 op het vliegveld van Bremen
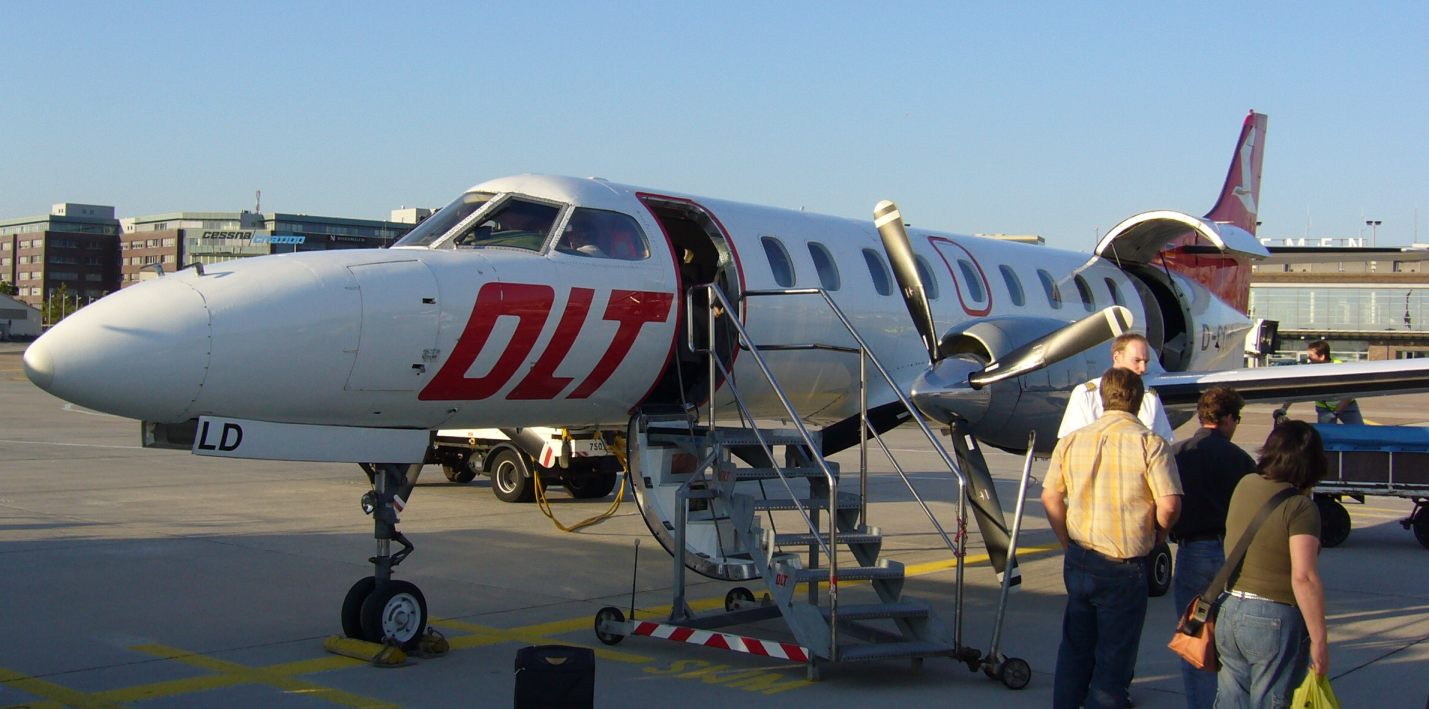
Metroliner van OLT
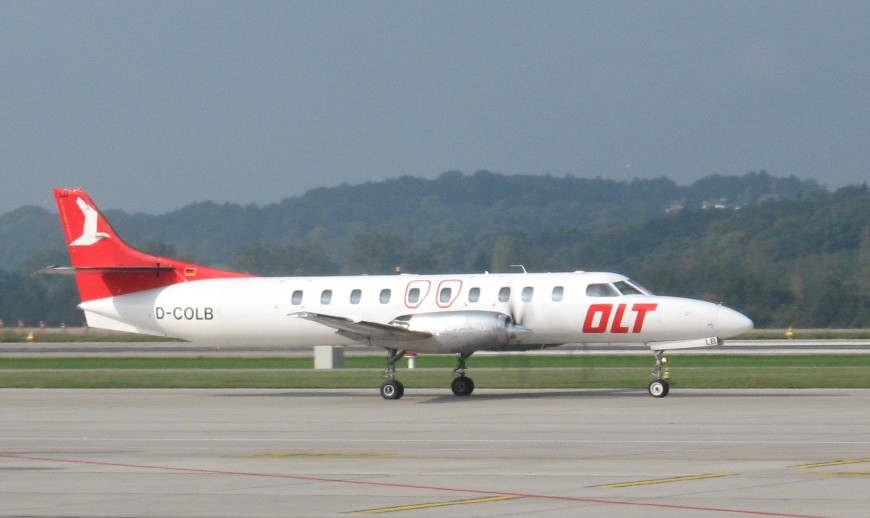
Metroliner van OLT op het vliegveld van Zürich
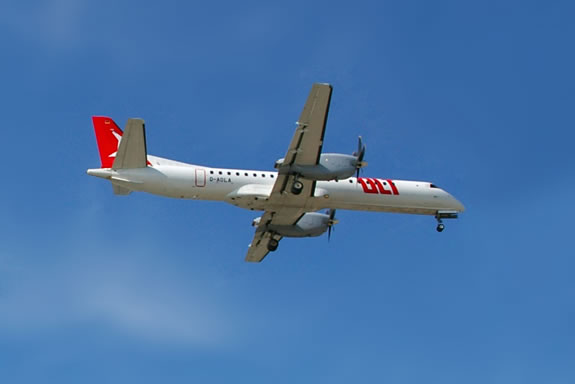
Saab 2000 van OLT tijdens de landing